# Geschützter Landschaftsbestandteil Hopfengarten

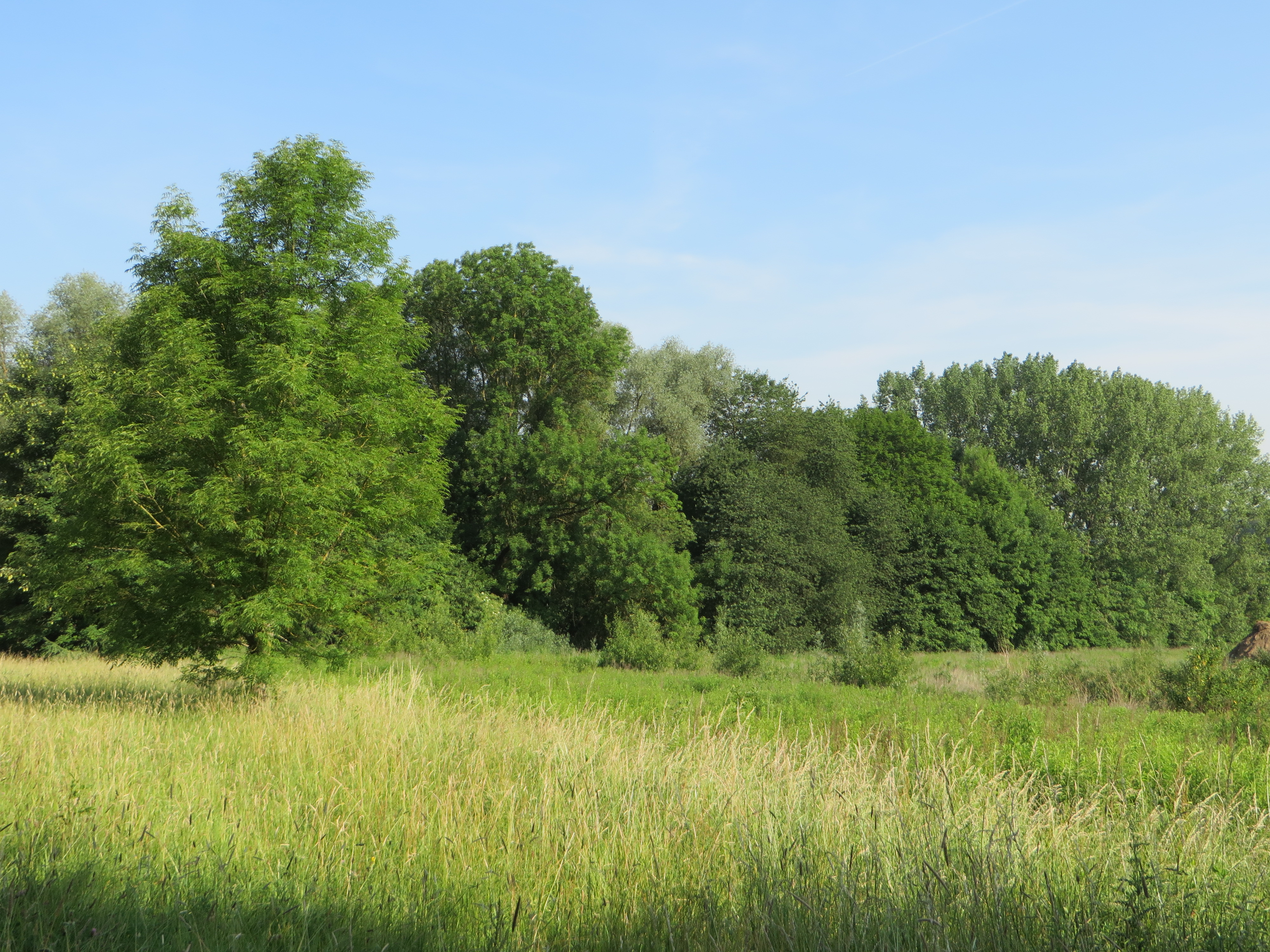
Geschützter Landschaftsbestandteil Hopfengarten

Der Geschützte Landschaftsbestandteil Hopfengarten mit einer Flächengröße von 3,1 ha befindet nordöstlich
des Autobahnkreuzes Hagen auf dem Gebiet der kreisfreien Stadt Hagen in Nordrhein-Westfalen. Der LB wurde 1994 mit dem Landschaftsplan der Stadt Hagen vom Stadtrat von Hagen ausgewiesen. Der LB ist umgeben vom Landschaftsschutzgebiet Herbeck.

## Beschreibung
Beim LB handelt es sich „um einen Abschnitt der Talaue des Ölmühlenbaches mit Feuchtwiesen, Auwaldresten (Bach-Erlen-Eschenwald) und einem Seggensumpf.“

## Schutzzweck
Laut Landschaftsplan erfolgte die Ausweisung:
- „zur Sicherung der Leistungsfähigkeit des Naturhaushalts durch Erhalt eines Lebensraumes, insbesondere für die charakteristischen Tier- und Pflanzenarten der Feuchtwälder, Feuchtwiesen bzw. -weiden und Sumpfzonen auf kalkhaltigen Standorten und
- zur Belebung und Gliederung des Landschaftsbildes durch Erhalt einer artenreichen Bachaue und naturnaher, bodenständiger Wald- und Wiesengesellschaften.“[1]